# Chiesa di Sant'Agnese (Aiello del Friuli)
La chiesa di Sant'Agnese è la parrocchiale di Joannis, frazione di Aiello del Friuli, in provincia di Udine ed arcidiocesi di Gorizia; fa parte del decanato di Visco.

## Storia
La primitiva chiesa di Ioannis, della quale, oggigiorno, rimane soltanto qualche rudere, si trovava nell'antica centa, situata all'esterno del paese. Si sa che nel 1651 fu inoltrata la richiesta di costruire una nuova chiesa al centro del borgo: il permesso fu accordato e la prima pietra venne posta il 26 giugno 1652; la nuova chiesa fu portata a termine nel 1653.

L'attuale parrocchiale venne edificata per interessamento del pievano di Visco Giovanni Ottavio de Gorizzutti e del cappellano Giacomo Comelli tra il 1742 e il 1749. Il campanile, iniziato anch'esso nel 1742, fu completato nel 1778. La chiesa venne consacrata dall'arcivescovo di Gorizia e Gradisca Joseph Walland il 29 settembre 1822. Nel 1905 si rese necessaria la parziale ricostruzione della torre campanaria a causa della staticità della stessa.
L'edificio venne ristrutturato nel XX secolo e poi, di nuovo, tra il 2011 ed il 2012.

## Interno
All'interno della chiesa sono conservati un fonte battesimale del 1575, l'altare maggiore in marmo di Carrara con statue dei Santi Sebastiano e Rocco e due dipinti raffiguranti uno l'Ascensione, risalente al XVI secolo, e uno l'Immacolata, dipinto nel 1856 da Luigi Pletti. Di pregio anche un dipinto, il cui autore è tuttora ignoto, raffigurante il Martirio di Sant'Agnese, risalente al 1736. 
Importante è anche l'organo, costruito nell'Ottocento.